# クリスチャン・フィッティパルディ
クリスチャン・フィッティパルディ（Christian Fittipaldi、1971年1月18日 - ）は、ブラジル出身の元レーシングドライバー。1991年の国際F3000選手権チャンピオン。
父はかつて存在したF1チームフィッティパルディのオーナーであるウィルソン・フィッティパルディ、叔父は元F1ワールドチャンピオンでインディ500優勝者でもあるエマーソン・フィッティパルディである。
甘いマスクで人気が高かったため、フジテレビF1中継において古舘伊知郎は「F1貴花田」「顔面トム・クルーズ」との異名で呼んだ。

## 経歴

### 初期のキャリア
父と叔父がレーサーである家庭環境もあって幼い頃からレーシングカートを走らせ、1988年には17歳の若さでブラジル国内のフォーミュラ・フォード選手権に出場。1989年に1年落ちのレイナード・883でサウスアメリカ・フォーミュラ3選手権にステップアップすると、参戦5戦目のジャカレバグア・サーキットでポールポジションを獲得、次戦のインテルラゴス・サーキットでは初優勝を挙げる素性の良さを見せる。同年12月まで南米でのF3参戦を経て、将来のF1参戦を目指しヨーロッパに渡った。

### F3 / F3000
イギリスに渡るとウェストサリー・レーシング(WSR)の一員となり、同時期所属したチームメイトにはミカ・ハッキネン、田中実がいる。
1990年のイギリス・フォーミュラ3選手権はハッキネンとミカ・サロによるチャンピオン争いで有名な年となるが、フィッティパルディは第9戦ドニントン・パークで優勝・PP・FLのハットトリックを達成するなど、ランキング4位となる。
キャリア初期から渡欧後もレース活動でのマネージメントは全て父・ウィルソンが行っていたが、イギリスF3への参戦後、チームメイトとなったハッキネンのマネージャーだったケケ・ロズベルグからもキャリア構築について助言を受けることがあった。1990年シーズン終了後はケケだけでなく、WSRの監督ディック・ベネットなど関係者の多くがもう一年イギリスF3で経験値を高めた方がよいという意見が多かったが、ウィルソンの直感で1991年から国際F3000選手権へのステップアップを決めた。
1991年にパシフィック・レーシングへ加入し、チームメイトは前年に1年F3000でのキャリアを積んでいるイタリアのアントニオ・タンブリーニとなった。フィッティパルディは国際F3000デビュー戦となる開幕戦ヴァレンシアで2位表彰台を獲得。第2戦ポーグランプリでも2連続で2位を獲得し、続く第3戦ヘレスではF3000初優勝を挙げるなど参戦初年度にしてチャンピオン争いをリード。シーズン中盤はエマニュエル・ナスペッティの4連勝や、確実に表彰台を獲得し続けるアレッサンドロ・ザナルディとのタイトル争いとなった。初優勝以来勝利が無かったが、最終戦ノガロで2勝目を挙げてザナルディを5ポイント差で振り切り、年間チャンピオンを獲得。シーズン終盤からはF1へのステップアップの報道が増え始めた。同年11月にはF1参戦前の総仕上げとしてマカオF3グランプリ制覇を目指し、単発契約でセオドール・レーシングと契約。マカオでの優勝は成らなかったが、1年ぶりのF3マシン搭乗で同年英国F3チャンピオン争いをしていたデビッド・クルサード、ジョルディ・ジェネに次ぐ3位表彰台に立った。

### フォーミュラ1
国際F3000タイトルを引っさげ、1992年開幕戦南アフリカGPでミナルディからデビューした。同年のマシンM192はランボルギーニV12エンジンを搭載し、デザイナーのアルド・コスタと、空力専門家のルネ・ヒルホルストの共作でフロント部の空力デザイン、サスペンション設計など渾身作だったことで開幕前より活躍を期待されていたが、実戦が始まるとV12エンジンの重量の重さがシャシー性能へ及ぼす悪影響が徐々に判明、想定よりエンジンパワーも低くチームメイトともども苦戦。さらにフランスGP予選中に首を負傷して3戦を欠場など試練のシーズンになった。10月、第15戦日本GPで6位初入賞を果たす。このフィッティパルディが獲得した1ポイントがこのシーズンのチーム唯一の獲得ポイントであった。
2年目の1993年、開幕戦南アフリカGPで4位を獲得と好スタートを切る。しかし、イタリアGPではゴール直前に同僚ピエルルイジ・マルティニのクルマに追突して空中で1回転し、マシンを破損したままゴールするというあわやの場面もあった。幸いフィッティパルディのマシンは元通りに着地し、マルティニ7位、フィッティパルディ8位でチェッカーを受けた。シーズン最後の2戦はチームの運営資金難のため、新たなスポンサー資金を持ち込めるジャン＝マルク・グーノンにシートを譲り欠場した。フィッティパルディはシーズン5ポイントを獲得し、ドライバーズランキング14位だった。
1994年にフットワークへ移籍。FA15は、前年マクラーレンが5勝を挙げたフォードHBエンジンのシリーズ7と8を譲り受けたもので、エレクトロニック・コントロールユニット（ECU）もマクラーレンが使用していたTAG製のもの搭載。設計者のアラン・ジェンキンスが前年型から空力面を見直した結果、中団で戦える性能を持っており、チームメイトとなったジャンニ・モルビデリを上回る2回の4位入賞を記録。しかしチーム基盤を左右する親会社フットワークの撤退により「現在のF1でもっともカオスなチーム」「未定な部分が多くシーズン展望を予想できない状態」とチーム状態が報道される状況で翌年に向けた残留交渉が進まず、最終戦終了後は翌年のシート交渉をザウバーやティレルとした結果、年末の時点でハインツ＝ハラルド・フレンツェンのチームメイトとしてザウバー入りが有力とされていたが、ペーター・ザウバーが負傷療養中のカール・ヴェンドリンガーの復帰も考慮していたため、ザウバー入りの最終合意に至らなかった。叔父のエマーソン・フィッティパルディからの助言もありF1シートに固執せず、良い体制での参戦が望めるCARTシリーズ参戦を決断した。

### CART
1995年よりアメリカに渡り、CARTシリーズにウォーカー・レーシングよりフル参戦。初参加だったインディ500で2位に入る快挙などもあり、CARTのルーキー・オブ・ザ・イヤーを獲得した。
1996年よりトップチームの一角ニューマン・ハース・レーシングへ移籍。1999年のロードアメリカでCART初優勝を挙げた。
CARTでは2度の事故を経験しているが、1997年の第2戦サーファーズ・パラダイスにおいて足を複雑骨折した最初の事故は後遺症を残した。CARTシリーズには2002年まで8年間参戦して2勝1ポールポジションを記録した。

### NASCAR
フィッティパルディはアメリカのモーターレーシングにおけるもうひとつの人気シリーズであるNASCARに焦点を合わせ、2000年から2001年にかけ、ブッシュ・シリーズ（Busch Series）に3戦出場した。
それらのレースでは良い印象を残したとは言いがたかったが、その走りはリチャード・ペティの目にとまり、2002年の末にクリスチャンはペティ・エンタープライゼスと契約し、2003年の夏にはウィンストン・カップでデビューを飾った。
2003年、アンディ・ペトリーと1戦のみ契約し、ARCAでデイトナ500に初めて参戦し、夏にはジョン・アンドレッティの計らいで有名なカーナンバー43のクルマのドライバーとなった。フィッティパルディは苦戦したが、秋になると契約が更新され、チームに残留してカーナンバー44のクルマを運転した。
ペティ・エンタープライゼスから離れた後、2004年にベル・モータースポーツのドライバーの一人としてデイトナ24時間レースに出場し、優勝した。

### その他の活動
2005年はブラジルに戻り、国内で人気を誇るストックカーシリーズに参戦、それとは別に北米で開催されるGrand-Amシリーズにも出場し、フェニックスで優勝した。その後、ネルソン・ピケJr.の離脱後に、2005-2006シーズンにA1グランプリのブラジルチームのステアリングを握ってもいる（最高位4位1回、チーム総合6位）。
2006年は、エディ・チーバーのチームからGrand-Amに出場するなど北米での活動に重点を置いたが、ブラジル国内のストックカーシリーズへも数戦にスポット参戦したほか、ル・マン24時間レースではプライベーターのサリーンS7Rを駆ってクラス6位、総合11位という成績を収めた。

## エピソード
- フィッティパルディがF1デビューした1992年は日本でF1ブームの渦中にあったため、その端正なマスクと、出自の毛並みのよさが女性ファンの関心を集めた。フジテレビのF1中継やプロ野球ニュース内に毎週設けられていたF1コーナーでも次代のスターとしてプッシュされ、当時やはり人気と話題を集めていた大相撲の花田兄弟になぞらえて、古舘伊知郎から「F1貴花田」とニックネームを付けられた。また、顔が似ているとして「顔面トム・クルーズ」とも呼ばれた。
- フジテレビはアイルトン・セナに続く次世代のブラジル人ヒーローになることを期待し、自局のF1関連番組に積極的に出演させたほか、『笑っていいとも!』に生出演したこともある。
- 作詞家・エッセイストの麻生圭子はクリスチャンびいきで知られた[要出典]。
- ヘルメットのデザインは父であるウィルソンのものを受け継いでいる。父は緑色ベースに黄色のワンポイントだったが、クリスチャンは配色を逆にして、黄色ベースに緑色のワンポイントとした。
- 同郷のセナにはフィッティパルディ家の子息ということもあり可愛がられ、セナの死後に行われたモナコGPではヘルメットにセナのヘルメットシールをつけて出走した。

## レース戦績

### イギリス・フォーミュラ3選手権
| 年     | チーム                       | シャシー    | エンジン    | クラス | 1     | 2      | 3     | 4     | 5     | 6     | 7     | 8     | 9     | 10    | 11    | 12      | 13      | 14    | 15      | 16    | 17    | 順位 | ポイント |
| ------ | ---------------------------- | ----------- | ----------- | ------ | ----- | ------ | ----- | ----- | ----- | ----- | ----- | ----- | ----- | ----- | ----- | ------- | ------- | ----- | ------- | ----- | ----- | ---- | -------- |
| 1990年 | ウェスト・サリー・レーシング | ラルト RT34 | 無限・MF204 | A      | DON 4 | SIL 14 | THR 5 | BRH 6 | SIL 7 | BRH 6 | THR 5 | SIL 8 | DON 1 | SIL 6 | SNE 3 | OUL Ret | SIL DSQ | BRH 5 | DON Ret | THR 4 | SIL 2 | 4位  | 36       |

- 太字はポールポジション、斜字はファステストラップ。(key)

### 国際F3000選手権
| 年     | チーム                   | シャシー        | エンジン    | タイヤ | 1     | 2     | 3     | 4     | 5       | 6     | 7     | 8       | 9     | 10    | 順位 | ポイント |
| ------ | ------------------------ | --------------- | ----------- | ------ | ----- | ----- | ----- | ----- | ------- | ----- | ----- | ------- | ----- | ----- | ---- | -------- |
| 1991年 | パシフィック・レーシング | レイナード・91D | 無限・MF308 | A      | VLL 2 | PAU 2 | JER 1 | MUG 3 | PER Ret | HOC 4 | BRH 3 | SPA Ret | BUG 2 | NOG 1 | 1位  | 47       |

- 太字はポールポジション、斜字はファステストラップ。(key)

### マカオグランプリ
| 年     | チーム                                 | シャシー       | エンジン    | 周回 | 合計タイム  | LEG1 | LEG2 | 総合順位 |
| ------ | -------------------------------------- | -------------- | ----------- | ---- | ----------- | ---- | ---- | -------- |
| 1991年 | エデンブリッジ・セオドール・レーシング | レイナード 913 | 無限・MF204 | 30   | 1:11:29.460 | 5    | 3    | 3位      |

### F1
| 年     | チーム       | シャシー | 1       | 2       | 3       | 4       | 5       | 6       | 7      | 8       | 9      | 10     | 11      | 12      | 13      | 14     | 15    | 16    | WDC  | ポイント |
| ------ | ------------ | -------- | ------- | ------- | ------- | ------- | ------- | ------- | ------ | ------- | ------ | ------ | ------- | ------- | ------- | ------ | ----- | ----- | ---- | -------- |
| 1992年 | ミナルディ   | M191B    | RSA Ret | MEX Ret | BRA Ret | ESP 11  |         |         |        |         |        |        |         |         |         |        |       |       | 18位 | 1        |
| 1992年 | ミナルディ   | M192     |         |         |         |         | SMR Ret | MON 8   | CAN 13 | FRA DNQ | GBR    | GER    | HUN     | BEL DNQ | ITA DNQ | POR 12 | JPN 6 | AUS 9 | 18位 | 1        |
| 1993年 | ミナルディ   | M193     | RSA 4   | BRA Ret | EUR 7   | SMR Ret | ESP 8   | MON 5   | CAN 9  | FRA 8   | GBR 12 | GER 11 | HUN Ret | BEL Ret | ITA 8   | POR 9  | JPN   | AUS   | 14位 | 5        |
| 1994年 | フットワーク | FA15     | BRA Ret | PAC 4   | SMR 13  | MON Ret | ESP Ret | CAN DSQ | FRA 8  | GBR 9   | GER 4  | HUN 14 | BEL Ret | ITA Ret | POR 8   | EUR 17 | JPN 8 | AUS 8 | 15位 | 6        |

- 太字はポールポジション、斜字はファステストラップ (key)。

### CART
| 年     | チーム                         | シャシー          | エンジン   | 1       | 2       | 3       | 4       | 5       | 6       | 7       | 8      | 9       | 10      | 11      | 12      | 13      | 14      | 15      | 16      | 17      | 18    | 19      | 20    | 21     | 順位 | ポイント |
| ------ | ------------------------------ | ----------------- | ---------- | ------- | ------- | ------- | ------- | ------- | ------- | ------- | ------ | ------- | ------- | ------- | ------- | ------- | ------- | ------- | ------- | ------- | ----- | ------- | ----- | ------ | ---- | -------- |
| 1995年 | ウォーカー・レーシング         | レイナード・95i   | コスワース | MIA 5   | SRF Ret | PHX 10  | LBH Ret | NZR Ret | INDY 2  | MIL 7   | DET 17 | POR 12  | ROA 8   | TOR 9   | CLE Ret | MIS 9   | MDO Ret | NHM 8   | VAN Ret | LS Ret  |       |         |       |        | 15位 | 54       |
| 1996年 | ニューマン・ハース・レーシング | ローラ・T96/00    | コスワース | MIA 6   | RIO 5   | SRF 5   | LBH Ret | NZR 9   | 500 Ret | MIL 6   | DET 2* | POR 3   | CLE 7   | TOR 7   | MIS 10  | MDO 7   | ROA Ret | VAN 3   | LS 10   |         |       |         |       |        | 5位  | 110      |
| 1997年 | ニューマン・ハース・レーシング | スウィフト・007.i | コスワース | MIA Ret | SRF Ret | LBH     | NZR     | RIO     | STL     | MIL     | DET    | POR 4   | CLE 6   | TOR 11  | MIS Ret | MDO Ret | ROA 4   | VAN Ret | LS Ret  | FON 9   |       |         |       |        | 15位 | 42       |
| 1998年 | ニューマン・ハース・レーシング | スウィフト・009.c | コスワース | MIA 4   | MOT Ret | LBH Ret | NZR 11  | RIO Ret | STL 11  | MIL DNS | DET 17 | POR Ret | CLE 11  | TOR 16  | MIS Ret | MDO 13  | ROA 3   | VAN 14  | LS 9    | HOU Ret | SRF 3 | FON 7   |       |        | 14位 | 56       |
| 1999年 | ニューマン・ハース・レーシング | スウィフト・010.c | コスワース | MIA 9   | MOT 3   | LBH 5   | NZR 7   | RIO 3   | STL 9   | MIL 6   | POR 14 | CLE 12  | ROA 1   | TOR 3   | MIS 8   | DET     | MDO     | CHI     | VAN     | LS      | HOU 7 | SRF Ret | FON 3 |        | 7位  | 121      |
| 2000年 | ニューマン・ハース・レーシング | ローラ・B2K/00    | コスワース | MIA 7   | LBH Ret | RIO 5   | MOT 11  | NZR 11  | MIL 9   | DET Ret | POR 3  | CLE Ret | TOR Ret | MIS Ret | CHI DNS | MDO 3   | ROA Ret | VAN 4   | LS 10   | STL 12  | HOU 6 | SRF Ret | FON 1 |        | 12位 | 96       |
| 2001年 | ニューマン・ハース・レーシング | ローラ・B01/00    | トヨタ     | MTY Ret | LBH Ret | TXS NH  | NZR 5   | MOT 4   | MIL Ret | DET 5   | POR 3  | CLE 11  | TOR Ret | MIS Ret | CHI Ret | MDO 8   | ROA Ret | VAN 11  | LAU Ret | ROC Ret | HOU 8 | LS 9    | SRF 8 | FON 13 | 15位 | 70       |
| 2002年 | ニューマン・ハース・レーシング | ローラ・B02/00    | トヨタ     | MTY 3   | LBH 13  | MOT 12  | MIL 4   | LS 2    | POR 13  | CHI 14  | TOR 3  | CLE 12  | VAN 13  | MDO 2   | ROA 6   | MTL 7   | DEN 5   | ROC 17  | MIA 2   | SRF 11  | FON 7 | MXC 15  |       |        | 5位  | 122      |

- 太字はポールポジション、斜字はファステストラップ。(key)

### スポーツカー

#### ロレックス・スポーツカー・シリーズ
| 年     | チーム                               | シャシー               | エンジン       | クラス | 1      | 2      | 3      | 4      | 5      | 6      | 7      | 8      | 9      | 10     | 11     | 12     | 13     | 14     | 順位 | ポイント |
| ------ | ------------------------------------ | ---------------------- | -------------- | ------ | ------ | ------ | ------ | ------ | ------ | ------ | ------ | ------ | ------ | ------ | ------ | ------ | ------ | ------ | ---- | -------- |
| 2003年 | コダック・ベル・モータースポーツ     | ドラン・JE4            | シボレー       | DP     | DAY 6  | HMS    | PHX    | BAR    | FON    | WGL    | MDO    | DAY    | WGL    | MTT    | VIR    | DAY    |        |        | 39位 | 25       |
| 2004年 | コダック・ベル・モータースポーツ     | ドラン・JE4            | ポンティアック | DP     | DAY 1  | HMS    | PHX    | MTT    | FON    | WGL    | DAY    | MDO    | HMS 9  | VIR 7  | BAR 12 | FON 13 |        |        | 27位 | 118      |
| 2005年 | コダック・ベル・モータースポーツ     | ドラン・JE4            | ポンティアック | DP     | DAY 26 | HMS 6  |        |        |        |        |        |        |        |        |        |        |        |        | 20位 | 199      |
| 2005年 | クローン・レーシング・TRG            | ライリー・Mk. XI       | ポンティアック | DP     |        |        | FON 10 | LGA    | MTT 5  | WGL 2  | DAY    | BAR 3  | WGL    | MDO    | PHX 1  | WGL 17 | VIR 11 | MEX    | 20位 | 199      |
| 2006年 | チーバー・レーシング                 | クロウフォード・DP03   | ポルシェ       | DP     | DAY 11 | MEX 6  | HMS 2  | LBH 24 | VIR 7  | LGA 27 | PHX 10 | WGL 13 | MDO 19 | DAY 9  | BAR 8  | WGL 7  | SNM 12 | UTA 11 | 18位 | 313      |
| 2007年 | チーバー・レーシング                 | クロウフォード・DP03   | ポルシェ       | DP     | DAY 14 | MEX 17 | HMS 14 | VIR 15 | LGA 11 | WGL 18 | MDO 8  | DAY 17 | IOW 14 | BAR 11 | MTL 4  | WGL 7  | SNM 13 | UTA 13 | 17位 | 259      |
| 2008年 | チーバー・レーシング                 | コヨーテ・CC/08        | ポンティアック | DP     | DAY    | HMS    | MEX    | VIR    | LGA    | WGL    | MDO    | DAY    | BAR    | MTL 2  | WGL 6  | SNM 15 | NWJ 17 | UTA 14 | 33位 | 58       |
| 2011年 | アクション・エクスプレス・レーシング | ライリー・Mk. XI       | ポルシェ       | DP     | DAY 3  | HMS    | BAR    | VIR    | LIM    | WGL    | ELK    | LGA    | NWJ    | WGL    | MTL    | MDO    |        |        | 25位 | 30       |
| 2012年 | アクション・エクスプレス・レーシング | コヨーテ・コルベットDP | シボレー       | DP     | DAY 5  | BAR    | HMS    | NWJ    | DET    | MDO    | ELK    | WGL    | IMS    | WGL    | MTL    | LGA    | LIM    |        | 30位 | 26       |
| 2013年 | アクション・エクスプレス・レーシング | コヨーテ・コルベットDP | シボレー       | DP     | DAY 8  | CTA 5  | BAR 11 | ATL 12 | DET 2  | MDO 1  | WGL 1  | IMS 14 | ELK 2  | KAN 4  | LGA 7  | LIM 14 |        |        | 4位  | 308      |

(key)

#### アメリカン・ル・マン・シリーズ
| 年     | チーム                               | 使用車両          | クラス | 1     | 2     | 3     | 4     | 5   | 6   | 7   | 8   | 9   | 10  | 11  | 順位 | ポイント |
| ------ | ------------------------------------ | ----------------- | ------ | ----- | ----- | ----- | ----- | --- | --- | --- | --- | --- | --- | --- | ---- | -------- |
| 2008年 | アンドレッティ・グリーン・レーシング | アキュラ・ARX-01b | LMP1   | SEB 6 | STP 5 | LBH 4 | UTA 7 | LIM | MDO | ROA | MOS | DET | PET | LGA | 24位 | 38       |

- 太字はポールポジション、斜字はファステストラップ。(key)

#### ユナイテッド・スポーツカー選手権
| 年     | チーム                               | 使用車両               | クラス | 1     | 2      | 3     | 4     | 5     | 6     | 7     | 8     | 9     | 10    | 11    | 順位 | ポイント |
| ------ | ------------------------------------ | ---------------------- | ------ | ----- | ------ | ----- | ----- | ----- | ----- | ----- | ----- | ----- | ----- | ----- | ---- | -------- |
| 2014年 | アクション・エクスプレス・レーシング | コヨーテ・コルベットDP | P      | DAY 1 | SEB 3  | LBH 3 | LGA 4 | DET 6 | WGL 3 | MOS 4 | IMS 1 | ELK 1 | CTA 3 | PET 2 | 1位  | 349      |
| 2015年 | アクション・エクスプレス・レーシング | コヨーテ・コルベットDP | P      | DAY 2 | SEB 1  | LBH 5 | LGA 4 | DET 3 | WGL 3 | MOS 5 | ELK 2 | CTA 6 | PET 1 |       | 1位  | 309      |
| 2016年 | アクション・エクスプレス・レーシング | コヨーテ・コルベットDP | P      | DAY 4 | SEB 3  | LBH 2 | LGA 7 | DET 2 | WGL 1 | MOS 2 | ELK 2 | CTA 3 | PET 5 |       | 2位  | 311      |
| 2017年 | マスタング・サンプリング・レーシング | キャデラック・DPi-V.R  | P      | DAY 2 | SEB 2  | LBH 7 | CTA 3 | DET 4 | WGL 1 | MOS 6 | ELK 6 | LGA 5 | PET 5 |       | 3位  | 284      |
| 2018年 | マスタング・サンプリング・レーシング | キャデラック・DPi-V.R  | P      | DAY 1 | SEB 10 | LBH   | MDO   | DET   | WGL 6 | MOS 4 | ELK   | LGA   | PET 4 |       | 19位 | 137      |
| 2019年 | マスタング・サンプリング・レーシング | キャデラック・DPi-V.R  | P      | DAY 7 | SEB    | LBH   | MDO   | DET   | WGL   | MOS   | ELK   | LGA   | PET   |       | 33位 | 24       |

- 太字はポールポジション、斜字はファステストラップ。(key)

#### ル・マン24時間レース
| ル・マン24時間レース 結果 | ル・マン24時間レース 結果 | ル・マン24時間レース 結果               | ル・マン24時間レース 結果 | ル・マン24時間レース 結果 | ル・マン24時間レース 結果 | ル・マン24時間レース 結果 | ル・マン24時間レース 結果 |
| 年                        | チーム                    | コ・ドライバー                          | 使用車両                  | クラス                    | 周回                      | 順位                      | クラス 順位               |
| ------------------------- | ------------------------- | --------------------------------------- | ------------------------- | ------------------------- | ------------------------- | ------------------------- | ------------------------- |
| 2006年                    | ACEMCO・モータースポーツ  | ジョニー・モウレム テリー・ボーチェラー | サリーン・S7-R            | GT1                       | 337                       | 12位                      | 7位                       |
| 2007年                    | チーム・モデナ            | アントニオ・ガルシア ヨス・メンテン     | アストンマーティン・DBR9  | GT1                       | 318                       | 17位                      | 10位                      |
| 2008年                    | チーム・モデナ            | テリー・ボーチェラー ヨス・メンテン     | アストンマーティン・DBR9  | LMP1                      | 302                       | 30位                      | 8位                       |

#### デイトナ24時間レース
| デイトナ24時間レース 結果 | デイトナ24時間レース 結果            | デイトナ24時間レース 結果                                                 | デイトナ24時間レース 結果     | デイトナ24時間レース 結果 | デイトナ24時間レース 結果 | デイトナ24時間レース 結果 | デイトナ24時間レース 結果 |
| 年                        | チーム                               | コ・ドライバー                                                            | 使用車両                      | クラス                    | 周回                      | 順位                      | クラス 順位               |
| ------------------------- | ------------------------------------ | ------------------------------------------------------------------------- | ----------------------------- | ------------------------- | ------------------------- | ------------------------- | ------------------------- |
| 2003年                    | ベル・モータースポーツ               | ディディアー・セイス フォレスト・バーバー テリー・ボーチェラー            | ドラン・JE4-シボレー          | DP                        | 67                        | DNF                       | DNF                       |
| 2004年                    | ベル・モータースポーツ               | テリー・ボーチェラー フォレスト・バーバー アンディ・ピルグリム            | ドラン・JE4-ポンティアック    | DP                        | 526                       | 1位                       | 1位                       |
| 2005年                    | コダック・ベル・モータースポーツ     | ポール・トレーシー テリー・ボーチェラー ラルフ・ケルナーズ                | ドラン・JE4-ポンティアック    | DP                        | 328                       | DNF                       | DNF                       |
| 2006年                    | チーバー・レーシング                 | エディ・チーバー パトリック・カーペンティア                               | クロウフォード・DP03-レクサス | DP                        | 669                       | DNF                       | DNF                       |
| 2007年                    | チーバー・レーシング                 | エディ・チーバー エマニュエル・コラール サッシャ・マーセン                | クロウフォード・DP03-ポルシェ | DP                        | 601                       | 24位                      | 14位                      |
| 2011年                    | アクション・エクスプレス・レーシング | テリー・ボーチェラー J・C・フランス ジョアン・バルボーザ マックス・パピス | ライリー・Mk. XI-ポルシェ     | DP                        | 721                       | 3位                       | 3位                       |
| 2012年                    | アクション・エクスプレス・レーシング | デイビッド・ダナヒュー ダレン・ロー                                       | コヨーテ・コルベットDP        | DP                        | 758                       | 5位                       | 5位                       |
| 2013年                    | アクション・エクスプレス・レーシング | ジョアン・バルボーザ バート・フリッセル マイク・ロッケンフェラー          | コヨーテ・コルベットDP        | DP                        | 708                       | 4位                       | 4位                       |
| 2014年                    | アクション・エクスプレス・レーシング | ジョアン・バルボーザ セバスチャン・ボーデ                                 | コヨーテ・コルベットDP        | P                         | 695                       | 1位                       | 1位                       |
| 2015年                    | アクション・エクスプレス・レーシング | ジョアン・バルボーザ セバスチャン・ボーデ                                 | コヨーテ・コルベットDP        | P                         | 740                       | 2位                       | 2位                       |
| 2016年                    | アクション・エクスプレス・レーシング | フェリペ・アルブケルケ ジョアン・バルボーザ スコット・プルーエット        | コヨーテ・コルベットDP        | P                         | 731                       | 4位                       | 4位                       |
| 2017年                    | マスタング・サンプリング・レーシング | フェリペ・アルブケルケ ジョアン・バルボーザ                               | キャデラック・DPi-V.R         | P                         | 659                       | 2位                       | 2位                       |
| 2018年                    | マスタング・サンプリング・レーシング | フェリペ・アルブケルケ ジョアン・バルボーザ                               | キャデラック・DPi-V.R         | P                         | 808                       | 1位                       | 1位                       |
| 2019年                    | マスタング・サンプリング・レーシング | フェリペ・アルブケルケ ジョアン・バルボーザ                               | キャデラック・DPi-V.R         | DPi                       | 573                       | 9位                       | 7位                       |